# Hans Olav Sørensen
Hans Olav Sørensen (* 16. November 1942 in Selbu) ist ein ehemaliger norwegischer Skispringer.

## Werdegang
Sørensen, der für den IL Mebonden startete, gab sein internationales Debüt bei der Vierschanzentournee 1963/64, bei der er in Oberstdorf mit dem fünften Rang bereits im ersten Springen sein bestes Tournee-Ergebnis der Karriere erreichte. In Innsbruck sprang er auf Rang 10, in Bischofshofen auf Rang 15. Am Ende erreichte er Rang 10 in der Tournee-Gesamtwertung.
Bei den Olympischen Winterspielen 1964 in Innsbruck sprang Sørensen von der Normalschanze auf den achten Rang. Kurze Zeit später gewann er bei den Norwegischen Meisterschaften in Voss hinter Torgeir Brandtzæg und Toralf Engan die Bronzemedaille von der Normalschanze. Im März 1965 gewann er im Rahmen der Norwegen-Tournee das Springen vom Rugtvedtkollen in Porsgrunn sowie schlussendlich die Gesamtwertung vor Toralf Engan und dem US-Amerikaner John Balfanz.
Bei der Vierschanzentournee 1965/66 konnte Sørensen nicht an die Ergebnisse von 1963/64 anknüpfen. Nach einem 14. Platz in Oberstdorf sprang er in Garmisch-Partenkirchen auf den 18. Platz. Nach einem weiteren 24. Platz in Innsbruck beendete er die Tournee mit einem siebenten Platz in Bischofshofen. In der Gesamtwertung erreichte er damit Rang sieben, womit er sich trotz schlechterer Einzelplatzierungen besser platzieren konnte als 1963/64. Bei der Nordischen Skiweltmeisterschaft 1966 in Oslo erreichte Sørensen von der Großschanze Rang 26.
In Rena gewann Sørensen bei den Norwegischen Meisterschaften 1966 von der Normalschanze nach 1964 zum zweiten Mal die Bronzemedaille, diesmal hinter Bjørn Wirkola und Toralf Engan. Von der Großschanze musste er sich nur Wirkola geschlagen geben und gewann Silber vor Willy Johansen.
Sørensen hielt von 1962 bis 1964 mit 81 Metern den Schanzenrekord auf dem Kløvsteinbakken in Meldal.